# Pittore dei leoni rodi
Pittore dei leoni rodi (fl. VI secolo a.C.) è il nome convenzionale assegnato ad un ceramografo corinzio attivo nella seconda metà del VI secolo a.C..

## Opere
- Aryballos globulare di Rodi
- Aryballos globulare del Fogg Museum di Cambridge